# Condado de Stone (Missouri)
O Condado de Stone é um dos 114 condados do Estado americano de Missouri. A sede do condado é Galena, e sua maior cidade é Galena. O condado possui uma área de 1 323 km² (dos quais 123 km² estão cobertos por água), uma população de 28 658 habitantes, e uma densidade populacional de 24 hab/km² (segundo o censo nacional de 2000). O condado foi fundado em 1851.